# Die Karte mit dem Luchskopf
Die Karte mit dem Luchskopf ist eine Krimiserie des ZDF nach einer Idee von Kai Fischer, deren Name auf das Logo der „Detektei Luchs“ auf deren großformatigen Visitenkarten anspielt. Sie lief von 1963 bis 1965 in drei Staffeln mit insgesamt 13 Folgen, die von der Bertelsmann-Fernsehproduktion in den Arnold-&-Richter-Ateliers in München hergestellt wurden. Die Hauptrollen spielten Kai Fischer als Detektivin und Ursula Herking als ihre Tante. Die Drehbücher schrieb Wolf Neumeister und die Regie führte Hermann Kugelstadt.

## Setting
Kai Fröhlich ist eine junge Frau, die zusammen mit ihrer Tante Viktoria, genannt „Vicky“, die „Detektei Luchs“ in München betreibt, deren Markenzeichen ein Luchskopf ist. Der Slogan der Detektei, der sich ebenfalls auf den großformatigen Visitenkarten und den Schildern am Haus und der Tür befindet, lautet: „Detektei Luchs – hört, sieht, erfährt alles“.
Die Serie spielt in der damaligen Gegenwart. Anfang der 1960er-Jahre war der Detektivberuf eine Männerdomäne, sodass eine Frau keine Anerkennung in ihm erwarten konnte. Auf dieser Annahme basiert die Idee der Serie. Die Detektei wird darum von dem imaginären „Herrn Luchs“ als Chef geführt und Fröhlich gibt vor, nur seine Sekretärin zu sein. Sie kommuniziert mit ihrem angeblichen Vorgesetzten durch eine Sprechanlage, wenn Klienten anwesend sind. Dabei antwortet ihre Tante mit tiefer gestellter Stimme im Nebenzimmer und agiert auch am Telefon als „Herr Luchs“. Durch diesen Trick erhält die „Detektei Luchs“ ihre Aufträge. In der Episode Der Mann mit der Silbermaske gibt der Vertreter einer Versicherungsgesellschaft für Kunstgegenstände mit den Worten „Lassen Sie doch das Theater!“ erstmals in der Reihe zu erkennen, dass ihm klar ist, dass es keinen „Detektiv Luchs“ gibt, sondern Fröhlich die Detektivin ist. Ihre Fälle bearbeitet Fröhlich in jeder Episode durch Undercover-Einsätze.

## Folgen
| Folge  | Titel                        | Erstausstrahlung  |
| ------ | ---------------------------- | ----------------- |
| 1      | Das Geheimnis der Großgarage | 3. April 1963     |
| 2      | Die Juwelen der Tänzerin     | 17. April 1963    |
| 3      | Technische Störungen         | 8. Mai 1963       |
| 4      | Privatleben fällt aus        | 22. Mai 1963      |
| 1 (5)  | Zur munteren Witwe           | 2. Dezember 1964  |
| 2 (6)  | Der Teufelshandschlag        | 9. Dezember 1964  |
| 3 (7)  | Luftgeschäfte                | 16. Dezember 1964 |
| 4 (8)  | Die Frau auf der Treppe      | 30. Dezember 1964 |
| 1 (9)  | Der Mann mit der Silbermaske | 20. Januar 1965   |
| 2 (10) | Das Brautbukett              | 27. Januar 1965   |
| 3 (11) | Um eine Wagenlänge           | 10. Februar 1965  |
| 4 (12) | Harte Sitten                 | 17. Februar 1965  |
| 5 (13) | Gefangen im Ring             | 24. Februar 1965  |